# Степные раскаты
«Степные раскаты» (также известен как «Уральск в огне») — советский фильм снятый на киностудии «Казахфильм» режиссёром Мажитом Бегалиным в 1975 году, на экраны не выходил, стал доступен только в 2002 году.

## Сюжет
О событиях Гражданской войны — обороне города Уральска от белогвардейцев.

## В ролях
- Нартай Бегалин — Бектай
- Владимир Гусев — Ефим
- Вадим Захарченко — Решетов, адвокат
- Михаил Глузский — Вячеслав Алексеевич Тучнов, генерал
- Канабек Байсеитов — отец
- Нурмухан Жантурин — старший сын
- Игорь Боголюбов — Пилипчук
- Шахан Мусин — Тунгалиев, полковник
- Герман Качин — Иван, комиссар дивизии
- Виктор Авдюшко — Михаил Фёдорович Меркулов, начальник контрразведки
- Николай Рыбников — Студнев, начдив
- Анвар Боранбаев — Танатаров, комиссар кавполка
- Нуржуман Ихтымбаев — Айханов, член ревкома
- Олеся Иванова — член ревкома
- Каукен Кенжетаев — член ревкома
- Сергей Юртайкин — член ревкома
- Лев Фричинский — член ревкома
- Алексей Золотницкий — член ревкома
- Тунгышбай Жаманкулов — член ревкома
- Евгений Карнаухов — Алексей Николаевич
- Тамара Трушина — эпизод
- Борис Гусаков — эпизод
- Жанна Керимтаева — эпизод
- Александр Михайлов — Фрунзе
- Александр Кирилин — Алексей, прапорщик, сын генерала Тучнова
- Мадина Ержанова — Салима

## О фильме
Фильм не выходил на экран, по замечанию киноведа Сергея Кудрявцева, фильм даже отсутствует в аннотированных каталогах «Советские художественные фильмы».
По одной из версий фильм, который снимался к юбилею Уральской обороны и должен был выйти в 1979 году, просто не был окончен режиссёром из-за его смерти в 1978 году.
Иногда фильм относят к «полочному кино», утверждается, что чиновники не хотели принимать готовый в 1975 году фильм из-за режиссёрской трактовки событий Гражданской войны и Уральской обороны, требовали бесконечных переделок и поправок, режиссёр отстаивал фильм, но в 1978 году умер не успев отстоять свою редакцию.
Также есть версия, что фильм был остановлен из-за расследования трагического происшествия во время съёмок — для сцены высадки белогвардейцев на берег под обстрелом артиллерии были заложены заряды взрывчатки, соединенные проводом и подключенные к аккумулятору, пиротехник, подключая провода, уронил их, и цепь замкнуло, из-за взрыва один из актёров массовки погиб.
В 2002 году, к 80-летию режиссёра, фильм был показан по телевидению Казахстана, сейчас фильм в свободном доступе в Youtube.